# إغناثيو ثيربانتس
إغناثيو ثيربانتس هو ملحن وعازف بيانو كوبي، ولد في 31 يوليو 1847 في هافانا في كوبا، وتوفي بنفس المكان في 29 أبريل 1905.

## وصلات خارجية
- إغناثيو ثيربانتس على موقع IMDb (الإنجليزية)
- إغناثيو ثيربانتس على موقع ميوزك برينز (الإنجليزية)
- إغناثيو ثيربانتس على موقع أول ميوزيك (الإنجليزية)
- إغناثيو ثيربانتس على موقع ديسكوغز (الإنجليزية)